# Ed Byrne
Ed Byrne, född 16 april 1972 i Dublin, är en irländsk ståuppkomiker. Han har även uppträtt i Kanada, Frankrike, Australien, Nya Zeeland och USA, och har släppt en DVD vid namn "Pedantic and Whimsical".
Han är sedan juni 2008 gift med Claire Walker.